# Vitrolles (Bocas del Ródano)
 Vitrolles  es una comuna y población de Francia, en la región de Provenza-Alpes-Costa Azul, departamento de Bocas del Ródano, en el distrito de Istres. La comuna conforma por sí sola el cantón homónimo. Está integrada en la Communauté d'agglomération du Pays d'Aix-en-Provence.

## Demografía
Su población en el censo de 2007 era de 37 479 habitantes. Forma parte de la aglomeración urbana de Marsella-Aix-en-Provence.
| 1 045 | 972 | 1 058 | 1 209 | 1 128 | 1 124 | 1 213 | 1 200 | 1 176 | 1 148 | 1 339 | 1 256 | 1 082 | 1 010 | 1 007 | 910 | 910 | 892 | 875 | 819 | 794 | 812 | 841 | 819 | 1 293 | 2 523 | 3 366 | 5 050 | 13 413 | 22 725 | 35 397 | 36 784 | 37 190 | 37 479 |
| Para los censos de 1962 a 1999 la población legal corresponde a la población sin duplicidades (Fuente: INSEE [Consultar]) |     |       |       |       |       |       |       |       |       |       |       |       |       |       |     |     |     |     |     |     |     |     |     |       |       |       |       |        |        |        |        |        |        |